# Acupuntura urbana
La acupuntura urbana es una teoría de ecologismo urbano que combina el diseño urbano con la tradicional teoría médica china de la acupuntura. Esta estrategia considera a las ciudades como organismos vivos que respiran y señala áreas específicas que necesitan una reparación. Los proyectos sostenibles, por tanto, sirven como agujas que revitalizan el todo mediante la curación de las partes. Al percibir la ciudad como un ser vivo, la acupuntura urbana promueve una maquinaria común y establece la localización de determinados núcleos -similares a los puntos clave en el cuerpo humano que localiza la acupuntura tradicional. La tecnología de los satélites, las diferentes redes y las teorías de la inteligencia colectiva, son usadas para intervenir de un modo quirúrgico y de forma selectiva en los nodos que tienen el mayor potencial de regeneración.

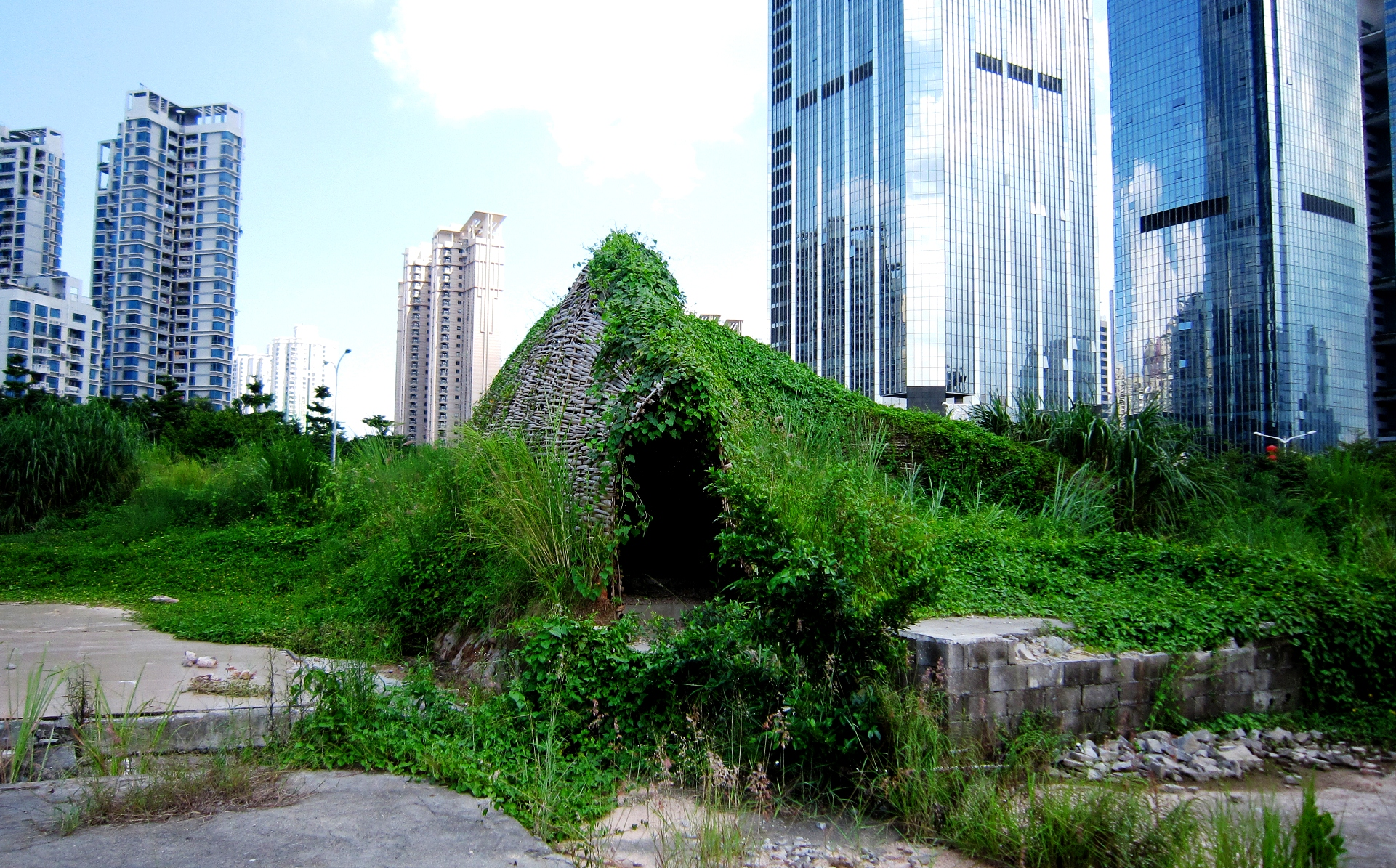
Bug Dome de WEAK! en Shenzhen, China. Un club social espontáneo creado por trabajadores ilegales próximo al ayuntamiento de la ciudad de Shenzhen.

## Organismo urbano

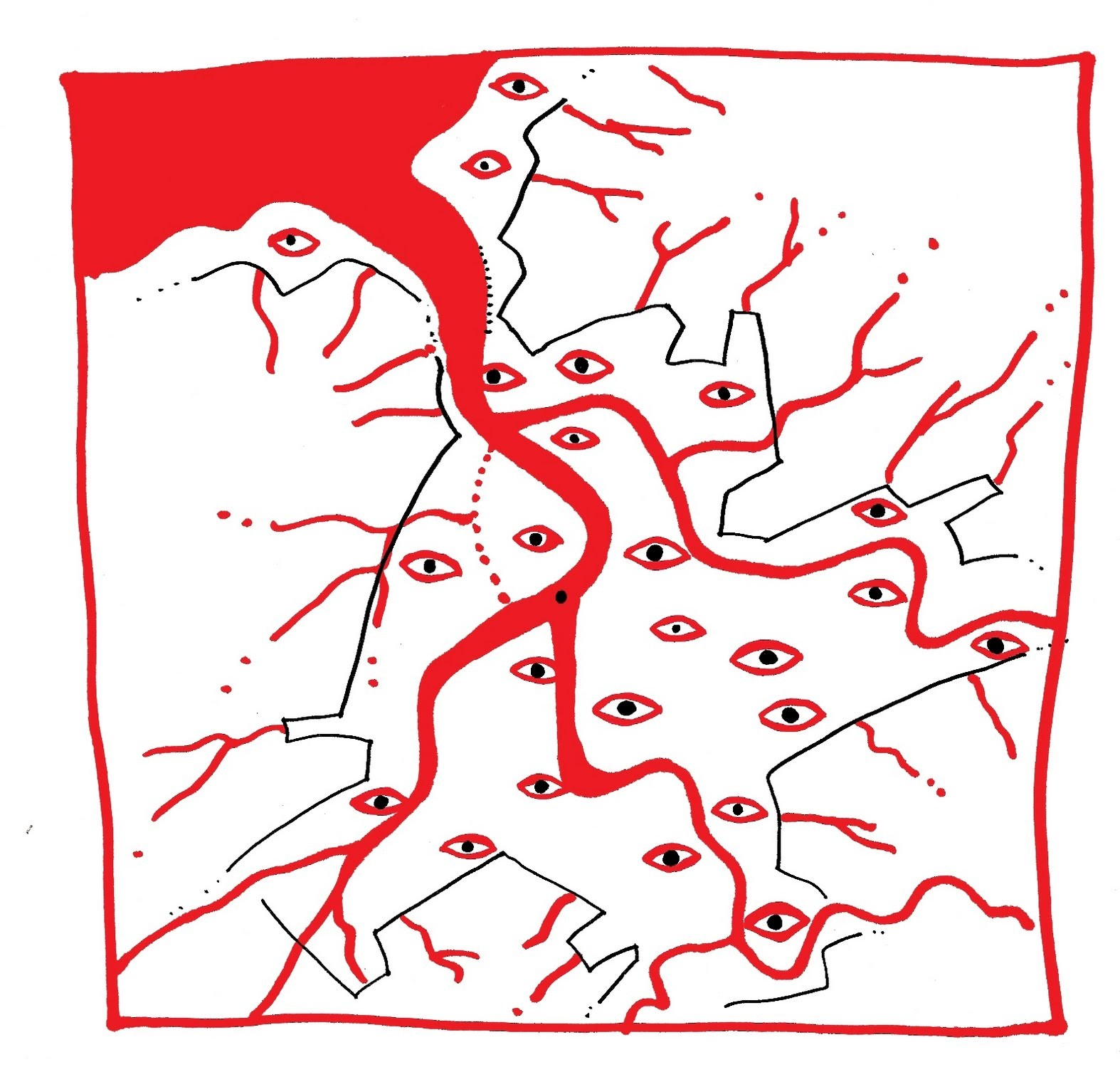
Esquema de Acupuntura Urbana en Taipéi.

Creada por el arquitecto y teórico social finlandés Marco Casagrande, esta escuela de pensamiento evita grandes proyectos de renovación urbana en favor de un enfoque más local y colectivo que, en una época de presupuestos y recursos limitados, podría ofrecer un respiro a la población urbana de un modo democrático y económico. Casagrande mantiene una visión de las ciudades como complejos organismos energéticos. Cada uno de estos organismos se descompone en diferentes capas en las que se van superponiendo flujos de energía que determinan las acciones de los ciudadanos, así como el desarrollo de la ciudad. Al mezclar el ecologismo y el diseño urbano, Casagrande logra desarrollar métodos de manipulación puntual de dichos flujos energéticos urbanos con el fin de crear un desarrollo urbano  sostenible hacia lo que él llama “Ciudad de 3ª Generación” (ciudad postindustrial).  La teoría se desarrolla en la Tamkang University of Taiwan y la Ruin Academy. Todas estas teorías son aplicadas en numerosos proyectos como, por ejemplo, en los jardines comunitarios y granjas urbanas en Taipéi.
Marco Casagrande describe acupuntura urbana como: 

un paso más allá manipulación arquitectónica en el entendimiento colectivo de la ciudad. La ciudad es vista como un organismo pluri-dimensional, energético y sensorial; un ecosistema vivo. La acupuntura urbana tiene como objetivo el contacto con la naturaleza y la sensibilidad para entender los flujos de energía del qì colectivo bajo la ciudad visual y la reacción en los puntos calientes de este qì. La arquitectura produce en estos puntos lo que las agujas de acupuntura para el qì urbano, y una mala hierba enraízan en la más pequeña grieta en el asfalto y, finalmente, romper la ciudad. La acupuntura urbana es el yerbajo y el punto de la acupuntura es el golpe. Es palpable la conexión de la naturaleza humana como parte de la naturaleza.

## La planificación participativa
La teoría de la acupuntura urbana abre la puerta a la creatividad sin control y con total libertad. Cada ciudadano está habilitado para participar en el proceso creativo de la planificación participativa y sentirse libre de utilizar el espacio urbano para cualquier propósito y desarrollar su entorno de acuerdo a su voluntad. Esta nueva ciudad post-industrializada es llamada Ciudad de Tercera Generación por Casagrande. Dicha Ciudad de Tercera Generación se caracterizada por tener unos ciudadanos sensibles que sienten la llamada a una cooperación sostenible con el resto de la naturaleza, una ciudadanía que es consciente de la destrucción que la moderna e insensible maquinaria está causando a la naturaleza, incluyendo la naturaleza humana. En un contexto más amplio la acupuntura urbana puede ser vista como la comunicación a la ciudad fuera como un signo natural de vida en una ciudad programada para subsumir.
La acupuntura urbana comparte ciertas similitudes con el nuevo concepto urbanístico de urbanismo táctico. La idea se centra en los recursos locales como programadores y promotores en la instalación de los ciudadanos y en el cuidado de las intervenciones, en lugar de capital-intensivo municipal. Sus defensores alegan que estos pequeños cambios levantarán la moral de la comunidad y catalizarán la revitalización.
Reducida a una simple declaración, la acupultura urbana se centra en pequeñas y sutiles intervenciones, hechas desde abajo, que aprovechan y dirigen la energía de la comunidad de una manera positiva para sanar el deterioro urbano y mejorar el paisaje urbano. Está pensada como una alternativa a las grandes mega-intervenciones, hechas de arriba hacia abajo, que normalmente requieren fuertes inversiones de los fondos municipales (que muchas ciudades en este momento simplemente no tienen o tienen opciones mejores en las que invertirlo) y la intervención de incontables y larguísimos procesos burocráticos.
Las micro-intervenciones dirigidas por la acupuntura urbana son referidas tanto a ciudadanos-activistas como a comunidades con problemas de recursos. Sus ejemplos son muy diversos. En México la acupuntura urbana se refiere al hecho de convertir  Chabolismo, como es el caso de cobertizos en los barrios pobres, en hogares simples que permiten complementos añadidos con posterioridad y que se basan en futuras necesidades y su factibilidad. Esta estrategia produce una transformación de las zonas marginales, sin la necesidad de reubicación de familias que han vivido juntos durante generaciones. 
 En Sudáfrica, la acupuntura urbana es vista como una posibilidad de proporcionar un medio para que la gente libere su creatividad y sus ventajas. Por ejemplo, la innovación y el espíritu empresarial se concentran en ciertas partes de la ciudad, es decir, comunidades proporcionando así oportunidades a aquellas zonas que no disponen del tipo de infraestructura que se encuentran en las ciudades importantes. Este enfoque puede proporcionar un método más realista y menos costoso para los planificadores de la ciudad y de los ciudadanos, como una forma efectiva de hacer mejoras menores en las comunidades con el fin de lograr un bien mayor en las ciudades.
Jaime Lerner, exalcalde de Curitiba, sugiere que la acupuntura urbana como la solución de futuro para los problemas contemporáneos urbanos. Centrándose en los diminutos puntos de presión en las ciudades, nosotros podemos iniciar los efectos positivos para la sociedad de onda mayor. La acupuntura urbana reclama la propiedad de la tierra para la gente y hace hincapié en la importancia del desarrollo de la comunidad a través de pequeñas intervenciones en el diseño de las ciudades. Se tratan de puntuales intervenciones que se pueden realizar rápidamente para liberar la energía y crear un efecto dominó con resultados enormemente positivos. It involves pinpointed interventions that can be accomplished quickly to release energy and create a positive ripple effect. En 2007, el propio Lerner explicó: 

Siempre tuve la ilusión y la esperanza de que con un pinchazo de aguja sería posible curar las enfermedades. El principio de recuperar la energía de un punto enfermo o cansado por medio de un simple pinchazo tiene que ver con la revitalización de ese punto y del área que hay a su alrededor. Creo que podemos y debemos aplicar algunas “magias” de la medicina a las ciudades, pues muchas están enfermas, algunas casi en estado terminal. Del mismo modo en que la medicina necesita la interacción entre el médico y el paciente, en el urbanismo también es necesario hacer que la ciudad reaccione. Tocar un área de tal modo que pueda ayudar a curar, mejorar, crear reacciones positivas y en cadena. Es necesario intervenir para revitalizar, hacer que el organismo trabaje de otro modo.[…]  Creo que un poco de medicamento mágico se puede y se debe aplicar a las ciudades, ya que muchas están enfermas y algunas casi terminales. Al igual que la medicina es necesaria en la interacción entre el médico y el paciente, el urbanismo también es igualmente necesario para hacer reaccionar a la ciudad,  para empujar un área de tal manera que sea capaz de ayudar a curar, mejorar y crear reacciones positivas en cadena. Es indispensable en las intervenciones de revitalización para hacer que el organismo trabajar en un camino diferente.

El arquitecto y académico taiwanés Ti-Chi Nan está buscando con el micro urbanismo en el lado vulnerable e insignificante de las ciudades contemporáneas de todo el mundo identificadas como micro-zonas, los puntos de recuperación en los cuales micro-proyectos han sido cuidadosamente propuesto para involucrar al público en diferentes niveles, con el objetivo de resolver los conflictos entre los propietarios, los aldeanos y el público en general.

Un grupo de arquitectos formado por Wang Shu, Marco Casagrande, Hsieh Ying-chun y Roan Ching-yueh (llamados WEAK!) basan sus investigaciones en la descripción de la extraoficial Instant City, o Instant Taipéi. Desarrollan la idea de como la arquitectura usa como la ciudad como plataforma de crecimiento y fuente de energía, donde se une a sí misma como un parásito y desde donde se filtra la luz y el agua... Ello está tan extendido y arraigado al paisaje urbano y la cultura taiwanesa que se puede hablar de una ciudad instantánea. La proliferación de ilegales granjas urbanas o mercados nocturnos está tan generalizada que crea una ciudad paralela sobre la "oficial" Taipéi. WEAK! se dedica a analizar y catalogar los diferentes casos de acupuntura urbana en función del contexto como la Arquitectura Ilegal,  Arquitectura Popular, o Arquitectura Débil. La teoría de la acupuntura urbana sugiere que decenas de proyectos de pequeña escala, menos costosos y escrupulosamente localizados es lo que las ciudades necesitan para recuperarse y renovarse a sí mismas.

## Proyectos
- Treasure Hill, Marco Casagrande